# Система надземных переходов в Миннеаполисе

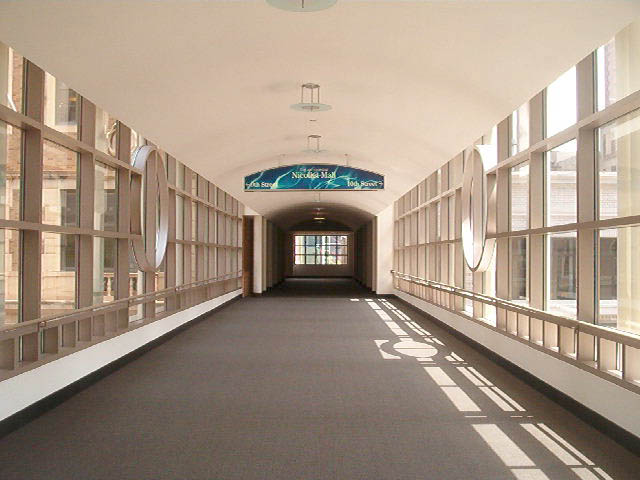
Интерьер одного из переходов

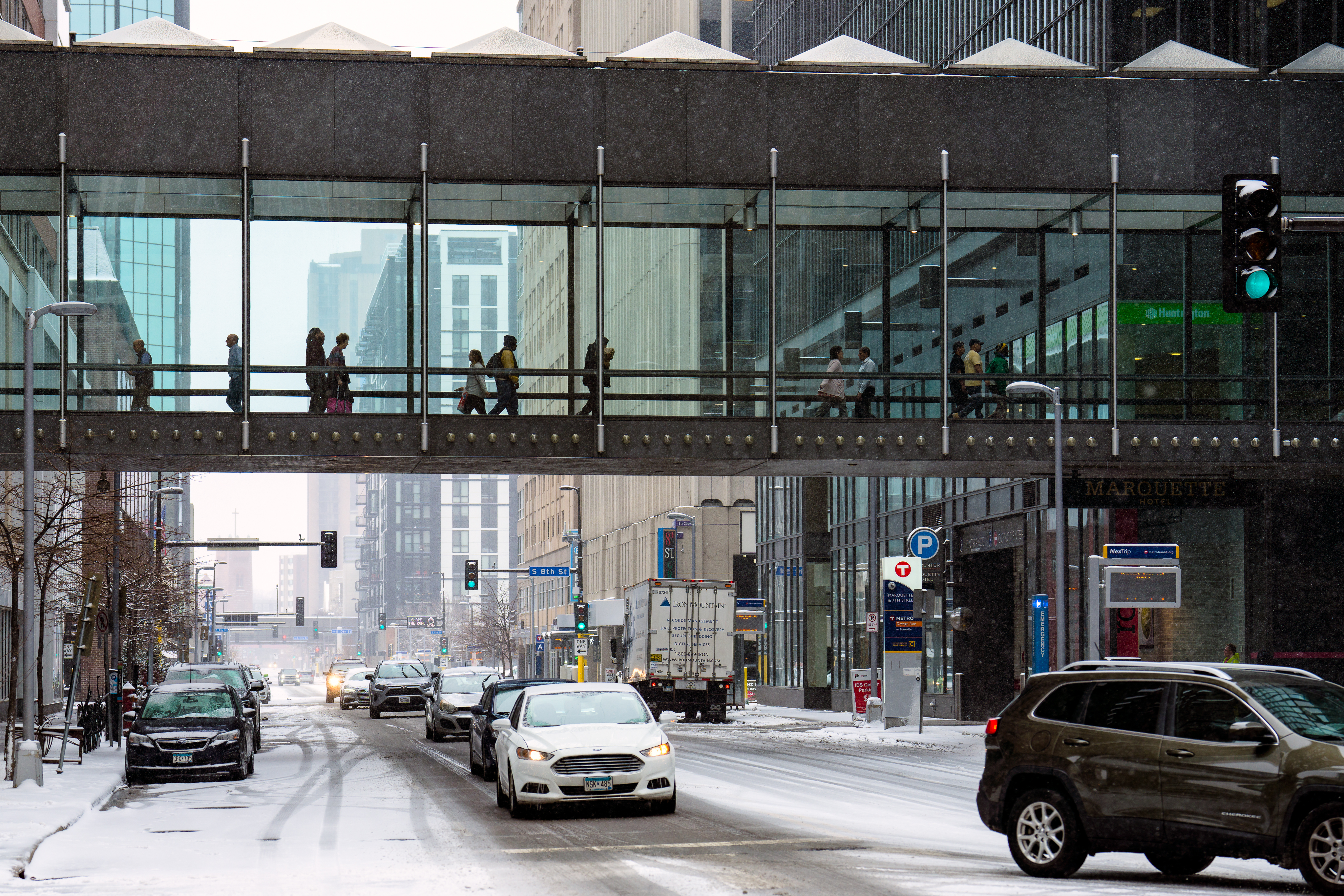
Зимой нет необходимости выходить на улицу

Система надземных переходов Миннеаполиса (англ. Minneapolis Skyway System) — совокупность взаимосвязанных надземных закрытых пешеходных переходов, соединяющих здания в центре города и позволяющих перемещаться по нему круглый год независимо от погодных условий. Помимо удобства перемещения, система также обеспечивает пешеходам безопасность перехода через проезжие части улиц, разгружает узкие тротуары городского центра и служит «вторым уровнем» для размещения предприятий розничной торговли, закусочных и других подобных заведений. Переходами соединяются вторые или третьи этажи различных офисных небоскребов, отелей, банков, правительственных учреждений, ресторанов и розничных магазинов, клиника Майо, а также спортивные сооружения: Таргет-филд, Таргет-центр, стадион U.S. Bank. Всего система соединяет более 150 зданий. К системе подключено несколько жилых комплексов и кондоминиумов, что позволяет их жителям жить, работать и делать покупки в центре города вообще без необходимости выходить на улицу.
Ратуша Миннеаполиса является архитектурным памятником, внесенным в Национальный реестр исторических мест США, и поэтому искажение архитектурного облика её фасадов недопустимо. Вместо надземных пешеходных переходов для доступа к ней используются подземные туннели.
В день системой пользуются до 285 тысяч человек.
Общая протяженность переходов составляет 18 километров (10 миль). Сегодня эта система, наряду с аналогичной ей системой Plus 15 в Калгари, имеющей ту же длину, является крупнейшей в мире и служит примером для подражания.
По примеру Миннеаполиса аналогичные (но гораздо менее масштабные) системы были сооружены в других крупных городах Миннесоты: 
Сент-Поле и 
Дулуте.
Критики системы отмечают «слишком эффективную» её работу: она «вытягивает жизнь» с городских улиц и общественных открытых пространств, что способствует их деградации и наносит вред экономической активности. Также отмечаются проблемы, специфичные для закрытых надземных переходов как таковых: негативное влияние на архитектурный облик города, дороговизна постройки, зависимость доступа к переходу от воли его собственника, бо́льшая по сравнению с открытым пространством вероятность заразиться воздушно-капельным путём (последний вопрос был особенно актуален во время пандемии 2020 года), привлекательность общедоступных крытых помещений для бродяг и других маргинальных элементов.

## Работа системы
Для ориентации внутри системы выпускаются электронные и бумажные карты, а также мобильное приложение. В самих переходах имеются указатели.
Внутри переходов круглогодично поддерживается комфортная температура: не менее 55 градусов Фаренгейта (13°С) зимой и не превышающая наружную температуру летом.
Использование средств индивидуальной мобильности, за исключением вспомогательных, не допускается. Единственный раз, когда профессиональный гонщик в спортивно-зрелищных целях пересек систему на электровелосипеде (разогнавшись до скорости 120 км/ч), он сделал это по особому согласованию с городскими властями, а переходы на это время были закрыты от посетителей по крайней мере на участках, где его скорость была значительной.
Переходы не являются круглосуточными и ежедневными, принадлежат отдельным зданиям и не имеют общего руководства. Существовавший ранее консультативный комитет при городском совете Миннеаполиса сыграл определенную роль при выработке общей политики работы сети, её картографировании и доступности для людей с ограниченными возможностями, но в настоящее время он не собирается.
Как правило, часы работы переходов согласованы с часами работы учреждений, находящихся в обслуживаемых переходами зданиях: с 6 часов утра до 8 часов вечера по будним дням. Некоторые переходы могут быть не общедоступными (например, переход к парковке университета открыт только для его студентов, сотрудников и посетителей), некоторые переходы могут быть открыты по выходным только для арендаторов помещений в соответствующем здании. Кроме того, следует учитывать возможность закрытия того или иного перехода на текущий ремонт. В совокупности это делает невозможным составление единого раз и навсегда определенного расписания работы системы, вместо этого для планирования перемещения по ней рекомендуется проверять актуальную информацию о работе её участков.
Система переходов используется не только в утилитарных целях, но также является и уникальной туристической достопримечательностью Миннеаполиса, по ней проводятся экскурсии.

## История
Первые переходы появились одновременно с небоскрёбами Миннеаполиса в начале 1960-х годов с целью привлечь население в расположенные в них торговые центры. Самый первый переход, построенный в 1962 году между Northstar Center и Northwestern Bank, до настоящего времени не сохранился. В настоящее время наиболее старым является переход между Northstar Center и Roanoke Building, построенный в 1963 году.
Решение оказалось удачным и было по достоинству оценено жителями Миннеаполиса, поэтому за десять лет было построено еще семь переходов, однако тогда они не составляли единой системы. Переходы пристраивались к уже существовавшим зданиям и поэтому их архитектурно-компоновочные решения, стесненные условиями существующей застройки и планировки зданий, не всегда были удобны.
Всё изменилось в 1972 году со строительством IDS Center. Уже на этапе проектирования в нём была предусмотрена интеграция с надземными переходами — был запроектирован обширный атриум, имеющий прямые выходы к четырем переходам и ставший центральным узлом всей системы. С тех пор новые здания в центре Миннеаполиса строились уже с учётом необходимости подключения к системе. В 1976 году она стала достаточно сложной для того, чтобы потребовался выпуск официальных карт и установка указателей. Наиболее современным является построенный в 2016 году переход к U.S. Bank Stadium.
В музыкальном альбоме Pleased to Meet Me (1987 год) есть песня Skyway. Она была написана под впечатлением от Миннеаполиса, его надземные переходы выступают как метафора неразделенной любви.